# Glay
Glay is een gemeente in het Franse departement Doubs (regio Bourgogne-Franche-Comté) en telt 306 inwoners (2004). De plaats maakt deel uit van het arrondissement Montbéliard.

## Geografie
De oppervlakte van Glay bedraagt 6,5 km², de bevolkingsdichtheid is 47,1 inwoners per km². De gemeente grenst in het oosten aan Zwitserland.

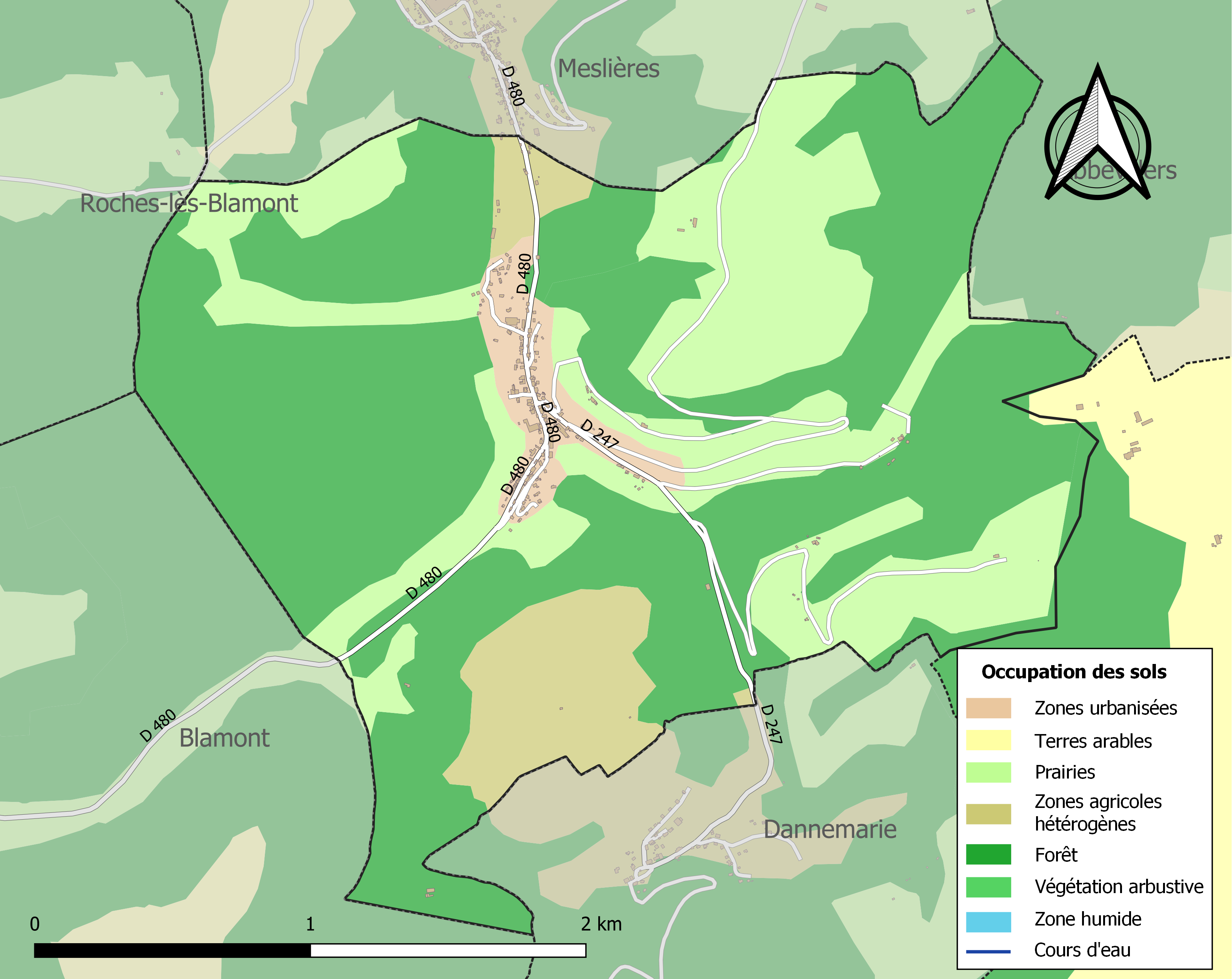
Kaart van de gemeente met de belangrijkste infrastructuur, bodemgebruik en omliggende gemeenten

## Demografie
Onderstaande figuur toont het verloop van het inwonertal (bron: INSEE-tellingen).